# Sigmodon toltecus
Sigmodon toltecus és una espècie de mamífer rosegador de la família dels cricètids. Viu al nord de Guatemala, l'est de Mèxic i, probablement, Belize. Els seus hàbitats naturals són els herbassars humits de plana i costaners, així com els camps de conreu. És una espècie en risc mínim, és a dir, no sembla que hi hagi cap amenaça significativa per a la seva supervivència.